# إيمي روكو
إيمي روكو (بالإنجليزية: Amy Roko)‏ ‏(1992 في الرياض - ) هو الاسم المستعار لممثلة كوميدية وطالبة سعودية، أصبحت مشهورة بعد أن بدأت في إنشاء مقاطع مصورة وتوزعها على العديد من شبكات التواصل الاجتماعي مثل: إنستغرام وفاين وغيرها. تصف مقاطع الحياة اليومية للمرأة في المملكة العربية السعودية.

## الشخصية
لا توجد تفاصيل كثيرة معروفة عن هويتها الحقيقية؛ إلا أنها ولدت عام 1992 في الرياض بالمملكة العربية السعودية، حيث تسكن وتدرس الطب. تخفي هويتها واسمها الحقيقي من خلال ارتداء النقاب الذي يغطي كل الجسم ما عدا العينين.

## الشهرة
بدأت إيمي حياتها المهنية ككوميدية عندما بدأت في توزيع مقاطع الفيديو على صديقاتها باستخدام تطبيق فاين، حيث هناك قلة من المتحدثين باللغة العربية استخدموها، لكنها سرعان ما اكتشفت أن الرؤية كانت أوسع من خيالها. قدمت مقاطع الفيديو ناقشات فيها العديد من المشكلات في الوطن العربي التي لا يمكن التحدث عنها علنًا في المملكة العربية السعودية، خصوصًا في السياسة والدين. المحتوى الرئيسي لمقاطع الفيديو هو حالة المرأة في المملكة العربية السعودية. عندما أدركت روكو الإمكانات الكبيرة المخبأة فيها، بدأت أيضًا في تحميلها على الشبكات الاجتماعية.
في مارس 2014، نُشرت أول مشاركة لها على الإنترنت.
في كانون الأول (ديسمبر) 2016، بلغ عدد متابعيها في إنستغرام نحو 1,400,000 متابع. لدى حسابها على تويتر فيه أكثر من 70,000 متابع.

## المجتمع
تتجول إيمي روكو وهي منقبة، ليست مكشوفة علانية. حيث يعتبر النقاب علامة على حياء المرأة وسلامتها في الدين الإسلامي. في المجتمع السعودي، الذي يتميز بفصل صارم بين الجنسين، المرأة السعودية لديها العديد من المحظورات مثل: لا يُسمح للمرأة بمغادرة المنزل دون ملابس كاملة بما في ذلك العباءة والحجاب، وحديثًا سُمح للنساء بقيادة السيارات. تعتقد روكو أنها تكسر الصور النمطية وتتحدى العلاقات بين الجنسين في المملكة العربية السعودية.
تعرضت روكو عندما بدأت للعديد من التهديدات، وكذلك كان العديد من الأشخاص يصورون منزلها. حيث لا تُعطي روكو أهمية كبيرة لهذه التهديدات وتُفضل تجاهلها.

## الجوائز
- في عام 2016، أدرجتها هيئة الإذاعة البريطانية في قائمة أكثر 100 امرأة "مؤثرة وملهمة" للعام.[7][8]